# 细小棘豆
细小棘豆（学名：Oxytropis pusilla）为豆科棘豆属下的一个种。